# Tillandsia canescens
Tillandsia canescens är en gräsväxtart som beskrevs av Olof Swartz. Tillandsia canescens ingår i släktet Tillandsia och familjen Bromeliaceae. Inga underarter finns listade i Catalogue of Life.